# Heather Tom
Heather Marie Tom (ur. 4 listopada 1975, USA) – amerykańska aktorka.

## Filmografia
- 1989: Who’s the Boss? jako Heather Harper (gościnnie)
- 1991–2003: Żar młodości (The Young and the Restless) jako Victoria Newman (#2)
- 1995: Diagnoza morderstwo (Diagnosis Murder) jako ona sama (gościnnie)
- 2003–2006: Tylko jedno życie (One Life to Live) jako Kelly Cramer Buchanan (#3)
- 2004: Prawo i porządek: sekcja specjalna (Law & Order: Special Victims Unit) jako asystentka dr Solweya (gościnnie)
- 2006: Undone
- 2007: City Teacher jako Marsha
- 2007: The Wedding Bells jako Laurie Hill (gościnnie)
- od 2007: Moda na sukces (The Bold and the Beautiful) jako Katie Logan (#2)
- 2010: Stiffs jako Lauren

## Życie prywatne
17 września 2011 poślubiła Jamesa Achora. 28 października 2012 aktorka urodziła syna Zane’a Alexandra.